# The Lord of the Rings: Gollum
The Lord of the Rings: Gollum è un'avventura dinamica sviluppata dalla Daedalic Entertainment e pubblicato da Nacon. Il gioco si ambienta ad Arda, il mondo creato da J.R.R. Tolkien, e segue le vicende di Gollum in un periodo compreso tra gli eventi narrati ne Lo Hobbit e ne La Compagnia dell'Anello.
Il gioco è profondamente diverso dai precedenti lavori di Daedalic, poiché si tratta di un'avventura dinamica in terza persona e non di un punta e clicca. Annunciato nel marzo del 2019, era previsto originariamente per il 2021, ma è stato rimandato diverse volte fino a uscire il 23 maggio del 2023 per PlayStation 4, PlayStation 5, PC, Xbox One e Xbox Series X/S, mentre la versione per Nintendo Switch uscirà in seguito (è noto che uscirà in Giappone il 14 dicembre dello stesso anno).
Il gioco ha ricevuto recensioni molto negative, al punto da indurre Daedalic a cancellare i piani per altri giochi ambientati nella Terra di Mezzo e addirittura a chiudere il reparto di sviluppo di videogiochi, concentrandosi definitivamente sui servizi per conto terzi.

## Trama
La storia narrata nel gioco riprende alcuni spunti riscontrabili nei Racconti incompiuti di Tolkien.
Nell'anno 3017 della Terza Era, 66 anni dopo il suo incontro con Bilbo Baggins, Gollum lascia la sua tana per mettersi alla ricerca dell'anello che Bilbo gli ha sottratto; mentre attraversa le Paludi Morte viene però catturato da Aragorn. Interrogato da Gandalf il Grigio, Gollum ripercorre in un lungo flashback i cinque anni precedenti.
Nel 3012, dopo aver servito per molti anni Shelob, Gollum giunge a Mordor, dove viene catturato da tre Nazgûl; sottoposto a torture, rivela che Bilbo ha rubato l'Unico Anello e lo ha portato nella Contea. Negli anni successivi, Gollum viene imprigionato nelle profondità di Barad-dûr, dove vive come uno schiavo. Qui diventa amico dell'Uomo Fragile, un altro schiavo che gli insegna a compiere al meglio i lavori che gli vengono assegnati; l'Uomo Fragile lo convincerà poi a rubare delle mappe e far saltare un ponte per provare a evadere, ma nonostante il piano funzioni Gollum viene catturato. Per salvarsi dovrà scegliere se incolpare l'Uomo Fragile o un Orco. Gollum viene così risparmiato e diventerà il servitore di un misterioso personaggio, l'Uomo delle Candele, devoto galoppino di Sauron.
Anni dopo Gollum conosce Grashneg, un altro prigioniero, e lo aiuta a sopravvivere alle torture della prigione. Grazie al suo aiuto, Gollum riuscirà a evadere da Mordor, ma dopo essere stato tradito da Grashneg si vendicherà facendolo divorare da Shelob. Mentre è sulla via della Contea, Gollum viene catturato dagli Elfi e tenuto prigioniero a Bosco Atro, dove viene interrogato da Gandalf.
Terminato il racconto, Gollum diventa amico di Mel, un'elfa cieca, e chiede il suo aiuto per evadere. I due cercano Gwendil, mentore e amante di Mel, e la fonte della magia che rende Bosco Atro inespugnabile; dopo una lunga ricerca i due la trovano, ma vengono raggiunti dall'Uomo delle Candele, che cerca di impadronirsi della magia per donarla a Sauron. Gollum riesce a fermarlo e ucciderlo, e in seguito di separa da Mel, a prescindere che si sia riusciti a salvare o meno Gwendil. Di nuovo solo, Gollum si introduce nelle Miniere di Moria per dirigersi verso la Contea, ma qui trova le porte sbarrate: così rimane bloccato, in attesa del suo destino.

## Gameplay
Il gioco appartiene alla categoria dei platform, con alcuni elementi stealth. Il giocatore controlla Gollum, che può esplorare l'ambiente circostante per trovare il giusto percorso. Gollum può saltare, nuotare e arrampicarsi su alcune superfici; è inoltre in grado di risolvere alcuni enigmi che gli consentono di proseguire.
In alcune sezioni, Gollum non dovrà essere visto dai nemici, pena il game over; in queste situazioni, potrà nascondersi nell'erba alta, nelle zone d'ombra o nei cunicoli, spegnere le luci per facilitarsi la traversata, stordire i nemici con il lancio di pietre o attivare delle trappole per ucciderli.
In alcuni momenti, il giocatore potrà decidere se proseguire con Gollum o con la sua personalità alternativa, Smèagol: potrà quindi decidere se rispondere alle domande usando un tono aggressivo o remissivo. In alcuni passaggi decisivi della storia, al giocatore verrà chiesto di effettuare una vera e propria "lotta" tra le due personalità, e di vincere un duello morale che condizionerà la trama.

## Sviluppo
Il gioco è stato annunciato da Daedalic Enterntainment nel 2019, con una data di uscita prevista per il 2021; nella stessa occasione fu annunciato che per il gioco sarebbe stato usato il motore grafico Unreal Engine 4, e che sarebbe stata composta una nuova colonna sonora diversa da quella adoperata per i film di Peter Jackson.
Il primo trailer della storia è uscito nell'agosto 2020, mentre i primi video di gameplay furono pubblicati nel luglio 2021 e nel luglio 2022. In seguito all'accordo con Nacon, il gioco fu rimandato inizialmente al 2022, per poi subire una serie di slittamenti fino alla data effettiva d'uscita, il 23 maggio del 2023.

## Accoglienza
Secondo l'aggregatore Metacritic, il gioco ha ricevuto recensioni sfavorevoli. 
Quasi ogni singolo aspetto del gioco è stato criticato: il gameplay è stato definito noioso e ripetitivo, con azioni blande e animazioni legnose, tipiche dei giochi pre 2000; la grafica è invece stata ritenuta poco consona alle generazioni di console più recenti. Anche la trama è stata ritenuta non all'altezza, anche se è stato evidenziato come sia comunque molto rispettosa del materiale originario di Tolkien.

## Sviluppo post-rilascio
Numerosi bug hanno contribuito a rendere negativa l'esperienza di gioco, sebbene alcuni di essi siano in seguito stati corretti grazie ad alcune patch correttive che non hanno evitato la chiusura della sezione sviluppo delle Daedalic Entertainment
Anche dopo la chiusura dello studio di sviluppo, sono state rilasciate delle patch correttive, tra cui la 2.2 di luglio 2023, che permette di migliorare in modo apprezzabile il gioco, evitando tante anomalie durante le fasi di gioco.